# Olympische Winterspiele 2002/Teilnehmer (Kirgisistan)
| Gelbes Symbol für Goldmedaillen mit stilisierten Olympischen Ringen | Graues Symbol für Silbermedaillen mit stilisierten Olympischen Ringen | Braundes Symbol für Bronzemedaillen mit stilisierten Olympischen Ringen |
| ------------------------------------------------------------------- | --------------------------------------------------------------------- | ----------------------------------------------------------------------- |
| —                                                                   | —                                                                     | —                                                                       |

Kirgisistan nahm an den Olympischen Winterspielen 2002 im US-amerikanischen Salt Lake City mit zwei Athleten teil.
Es war die dritte Teilnahme Kirgisistans an Olympischen Winterspielen.
Fahnenträger bei der Eröffnungsfeier war der Skispringer Dmitri Tschwykow.

## Übersicht der Teilnehmer

### Biathlon
Männer
- Alexander Tropnikow
10 km Sprint: 77. Platz (29:30,2 min)
20 km Einzel: 73. Platz (1:00:05,3 h)

### Skispringen
- Dmitri Tschwykow
Einzel, Normalschanze: 41. Platz (101,5 Pkt., 1. Durchgang)
Einzel, Großschanze: 39. Platz (98,4 Pkt., 1. Durchgang)